# Мойсей Златин
Мойсей Маркович Златин е руски диригент, работил в България от 1920 г.

## Биография
Роден е в Екатеринослав, Руска империя (днес Днипро, Украйна) на 10 декември 1882 г. Завършва Московската консерватория като пианист и диригент.
След завършването си преподава в оперния клас в Консерваторията. По-късно работи в операта на Зимнин в Москва. Прави няколко гастрола в чужбина.
През 1920 г. пристига в България, където е назначен за главен диригент на Оперната дружба. Въвежда нови музикални инструменти – бас кларинет и контра фагот. През 1922 г. организира Народната филхармония и е първият ѝ диригент.
След 1924 г. напуска България и ръководи руски оперни трупи в Европа и САЩ.
Директор е на Софийската опера през 1929 и отново през 1932 – 1936 г.
Поставя за първи път в България над 20 опери, сред тях са „Княз Игор“, „Борис Годунов“, „Хугеноти“.
Майсей Златин почива през 1953 г.